# Bizam

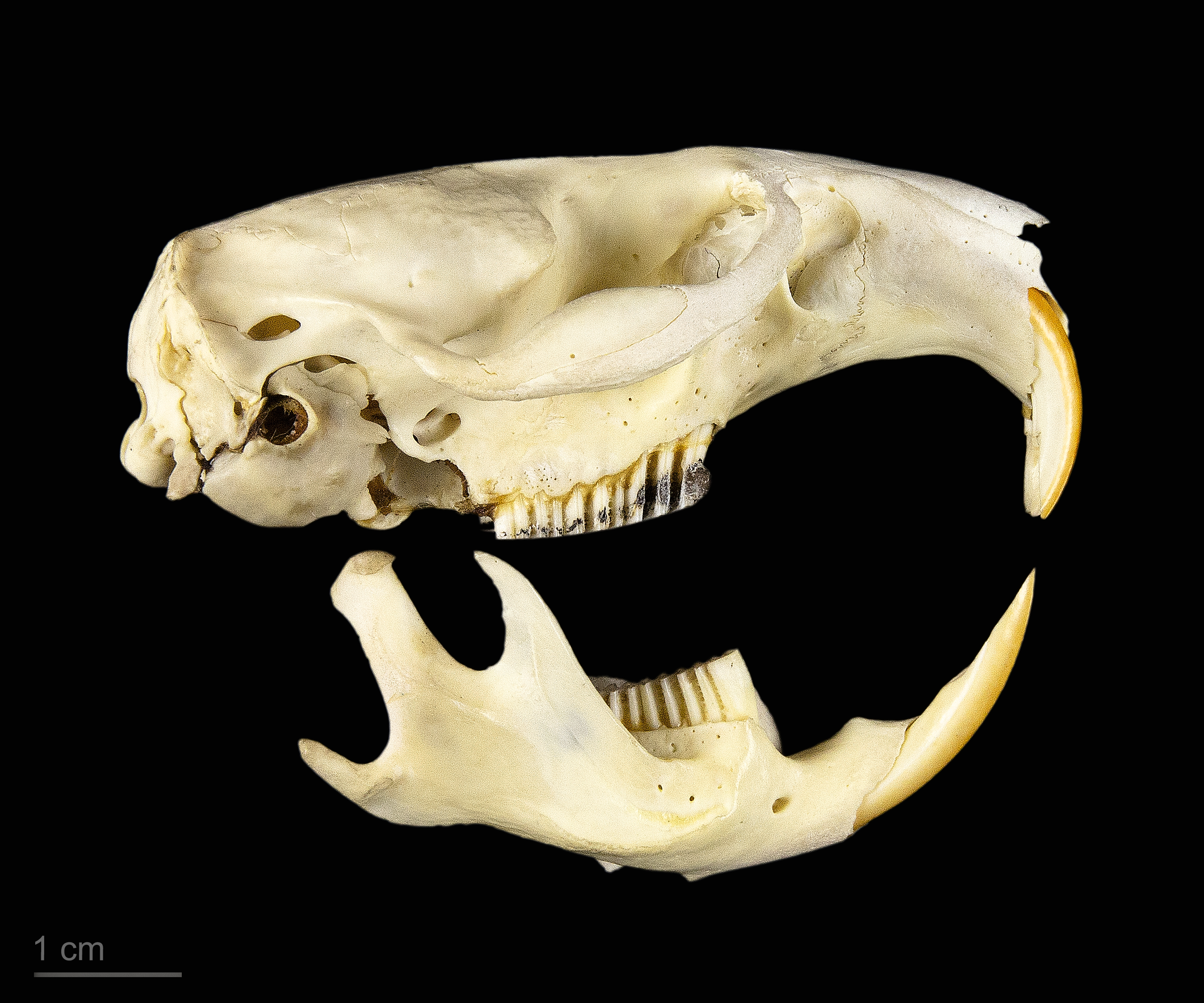
Ondatra zibethicus - MHNT

Bizamul (Ondatra zibethicus), denumit și ondatră, șobolan mirositor, șobolan moscat, șobolan de apă (deși e incorect, există o specie diferită numită astfel), șobolan bizam, șobolan de mosc este un mamifer rozător mic semiacvatic (din familia Cricetidae, subfamilie Arvicolinae) răspândit în mlaștinile, lacurile puțin adânci și pâraiele din America de Nord și care a fost introdus și în Europa. A pătruns în fauna României pe două căi: una în anul 1938, evadând din crescătoriile de lângă Praga și coborând pe Dunăre, a intrat prin Crișana și Banat; alta - în 1951 când a venit în Delta Dunării, scăpând din crescătoriile din Rusia. Astăzi este răspândit de-a lungul tuturor râurilor din România, dar mai frecvent în Lunca și Delta Dunării.

## Descrierea
Aspectul său general este acela al unui șobolan mare, cu lungimea corpului + trunchi de 23-40 cm, la care se adaugă coada de 18-29 cm, deci cam de trei sferturi din lungimea corpului.  Greutatea este de 680-1816 g. Longevitatea este de patru ani. Bizamii au adaptări speciale pentru înot: picioarele posterioare au cinci degete, între care se află o dezvoltată membrană interdigitală, mărginită de peri aspri, care ajută la înot;  coada cilindrică la baza și turtită lateral către vârf este solzoasă, aproape lipsită de peri, servește drept cârmă. Picioarele anterioare au numai patru degete, prevăzute cu unghii puternice, utilizate la săparea galeriilor. Urechile sunt mici, aproape ascunse în blană. Incisivii sunt puternici, de culoare galbenă și cresc necontenit.
Blana, considerată semiprețioasă, este constituită din două rânduri de peri, unii subțiri, scurți, moi și deși, numiți peri de acoperire; alții mai lungi și aspri, cu rol de protecție a celor lânoși. Culoarea generală a blănii este cafeniu-închisă sau spicată cu negru pe spinare și flancuri și cenușiu-cafeniu-deschisă pe abdomen. Membrele și coada sunt cafenii spre negru.

## Habitatul
Animal semiacvatic, bizamul caută locuri în jurul apelor cu vegetație bogată, invadate de papură, făcându-și galerii în maluri și diguri, așa încât orificiul de intrare în galerie să fie sub nivelul obișnuit al apei, la un nivel la care nu îngheață iarna. Dacă apele scad, își sapă altă galerie, în așa fel ca intrarea să fie tot sub nivelul apei. În Deltă Dunării își construiește sălașuri plutitoare alcătuite din stuf și papură, cu aspect de movile, cu diametrul de 0,5-2,0 m și înălțimea de 1,5-1,8 m, în interiorul cărora își croiește galerii și cuibul propriu-zis. În acest fel rezolvă problema menținerii intrării subacvatice în galerii, deoarece movilele plutesc în derivă și oricum o intrare este întotdeauna sub apă. 

## Comportamentul
Bizamii sunt excelenți înotători și scufundători, ei se servesc pentru propulsarea în apă mai ales de picioarele de dinapoi și de coadă, iar picioarele din față le ține alipite lângă corp, având astfel un stil de înot cu totul inedit pentru un mamifer. În timpul înotului scoate din apă numai capul și spinarea. Poate să rămână sub apă 12 minute, atât pentru căutarea hranei, cât și pentru a scăpa de eventuale urmăriri de către prădători. Pe pământ se deplasează încet. Considerat mai mult nocturn, a fost observat activ și în timpul zilei. Datorită unei substanțe mirositoare, denumită mosc (de unde și numele popular de șobolani mirositori), secretată de o glandă perianală situată lângă organele genitale, bizamul își delimitează un teritoriu propriu.

## Hrana
Bizamul este un mare consumator de plante acvatice, dar ocazional mănâncă și hrană de origine animală. 
Hrana o constituie părțile verzi aeriene ale tuturor plantelor acvatice, în special mugurii (suliga de stuf), tulpinile proaspete și rizomii de stuf, papură, pipirig, rogoz, nufăr, apoi puținele fructe, ca cele de nufăr și mai ales fructele cu miez bogat și cu gust de castane ale cornacilor (Trapa natans). Consumă și plante din culturile agricole (boabe de porumb și de alte cereale) și cele de legume din apropierea apei, dar și ierburi de pe maluri, lujeri din apropierea apei etc. 
Vara se hrănește cu părțile verzi ale plantelor acvatice, iar iarnă cu tulpinile proaspete și rizomii de stuf, papură, pipirig, rogoz. Cu toate că hrana de iarnă este redusă cantitativ, ea este mai consistentă. 
Ocazional consumă și hrană de origine animală: larve și adulți de insecte acvatice, melci, scoici, crabi și raci, pești mici, amfibieni (broaște) și mici rozătoare. 
Un individ consumă zilnic în medie 0,5 kg hrană.  Bizamul nu face rezerve de hrană, iar iarna se hrănește cu rădăcinile și cu rizomii plantelor acvatice de sub gheață.
Plantele și animale consumate de bizam  în Kazahstan (+ + + hrana principală, ++  hrana obișnuită, +  hrana secundară sau rară) 
| Specii                                                                  |       |
| ----------------------------------------------------------------------- | ----- |
| Plante                                                                  |       |
| Trestioară (Calamagrostis sp.), mai ales Calamagrostis pseudophragmites | ++    |
| Rogoz (Carex sp.), mai ales Carex gracilis                              | ++    |
| Săgeata apei (Sagittaria sagittifolia)                                  | +     |
| Obligeană (Acorus calamus)                                              | +     |
| Buzdugan (Sparganium sp.)                                               | +     |
| Cioroi (Inula caspica)                                                  | +     |
| Roșățea (Butomus umbellatus)                                            | +     |
| Balbisă (Stachys palustris)                                             | +     |
| Luntricică (Oxytropis glabra)                                           | +     |
| Pătlagina (Plantago major)                                              | +     |
| Pălămidă (Cirsium arvense)                                              | +     |
| Lotus (Lotus sp.)                                                       | +     |
| Salcie (Salix sp.)                                                      | +     |
| Sălcioară (Elaeagnus sp.)                                               | +     |
| Stuf (Phragmites communis)                                              | + + + |
| Papură (Typha angustifolia, Typha laxmannii)                            | + + + |
| Pipirig (Scirpus sp.)                                                   | + +   |
| Sălcuță (Polygonum amphibium)                                           | +     |
| Troscot (Polygonum sp.)                                                 | +     |
| Piper de baltă (Polygonum hydropiper)                                   | +     |
| Trifoiște de baltă (Menyanthes trifoliata)                              | +     |
| Nufăr galben (Nuphar lutea)                                             | + +   |
| Nufăr alb (Nymphaea candida)                                            | + + + |
| Broscariță (Potamogeton pectinatus)                                     | +     |
| Moț (Potamogeton perfoliatus)                                           | + +   |
| Pașă (Potamogeton crispus)                                              | +     |
| Broasca apei (Potamogeton lucens)                                       | +     |
| Broscariță mică (Potamogeton pusillus)                                  | +     |
| Cosor (Ceratophyllum demersum)                                          | +     |
| Coada calului (Hippuris vulgaris)                                       | +     |
| Peniță (Myriophyllum spicatum)                                          | + +   |
| Lintiță (Lemna)                                                         | +     |
| Animale                                                                 |       |
| Crap (Cyprinus carpio)                                                  | +     |
| Bibanul din Balhaș (Perca schrenki)                                     | +     |
| Caracudă (Carassius carassius)                                          | +     |
| Planorbis (Planorbis sp.)                                               | +     |
| Melc de baltă (Limnaea stagnalis)                                       | +     |
| Scoica de baltă (Anadonta sp.)                                          | + +   |
| Broaște de lac (Rana sp.)                                               | +     |
| Ditisc (Dytiscus marginalis)                                            | +     |

## Dușmanii naturali
În România bizamul are câțiva dușmani naturali. Vulpea (Vulpes vulpes) îl pândește noapte de noapte și rareori îl scapă, dacă iese pe uscat. Eretele de stuf (Circus aeruginosus) își ia și el tributul, mai ales printre puii de bizami. Ocazional bizamul este prins de vidre de râu (Lutra lutra), pisicile și câinii semisălbatici, enoți (Nyctereutes procyonoides), nurci (Mustela lutreola), dihori (Mustela putorius) și alți prădători care-l pot surprind pe uscat.
Lista animalelor din Kazahstan, care se hrănesc cu bizam (+ + + dușmanii principali, ++ dușmanii obișnuiți, + dușmanii rari):
| Dușmanii naturali                      |       |
| -------------------------------------- | ----- |
| Eretele de stuf (Circus aeruginosus)   | + + + |
| Codalb (Haliaeetus albicilla)          | +     |
| Gaia neagră (Milvus migrans)           | + +   |
| Acvila de stepă (Aquila nipalensis)    | + +   |
| Vulturul pescar (Pandion haliaetus)    | +     |
| Cioara neagră (Corvus corone)          | +     |
| Cioara grivă (Corvus cornix)           | + +   |
| Pescărușul argintiu (Larus argentatus) | +     |
| Hermina (Mustela erminea)              | +++   |
| Nevăstuică alpină (Mustela altaica)    | +     |
| Dihorul de stepă (Mustela eversmanni)  | ++    |
| Bursucul (Meles meles)                 | + +   |
| Vidra de râu (Lutra lutra)             | +     |
| Lupul (Canis lupus)                    | ++    |
| Vulpea roșie (Vulpes vulpes)           | + + + |
| Vulpea corsac (Vulpes corsac)          | ++    |
| Câinii vagabonzi (Canis familiaris)    | ++    |
| Pisica libiană (Felis lybica)          | +     |
| Mistrețul (Sus scrofa)                 | +     |
| Șarpele de apă (Natrix tessellata)     | +     |
| Șarpele lui Dione (Elaphe dione)       | +     |
| Somn (Silurus glanis)                  | +     |
| Știucă (Esox lucius)                   | +     |

## Concurenții
Bizamul, datorită modului său de viață semiacvatic are puțini concurenți. Aceștia includ șobolanul de apă (Arvicola terrestris), dar abundența de hrană, în timpul verii nu creează o relație tensionată între ei. În locurile de coabitare cu desmanul (Desmana moschata) bizamul concurează cu acesta pentru locurilor adecvate pentru construcția galeriilor și bizamul de multe ori ocupă galeriile desmanului. Concurează cu bizamul, din cauza hranei și mistrețul (Sus scrofa), dar acest lucru se observă numai în condiții nefavorabile ale anului. 
În România, bizamul este în competiție cu nurca (Mustela lutreola), deși aceasta din urmă astăzi nu mai este semnalată decât din Delta Dunării.

## Boli infecțioase
La bizam s-au constatat mai multe boli infecțioase, caracteristice și animalelor care trăiesc împreună cu el. Multe dintre aceste boli joacă un rol important, provocând o letalitate ridicată a animalelor în timpul epizootiilor.
Cea mai de temut este tularemia observată la bizam în toate habitatele din zonele de silvostepă și stepă. Tularemia, bizamii o transmit ușor altor animale prin urina vărsată în apă. Printre alte boli se numără toxoplasmoza, bruceloza, febra hemoragică de Omsk, listerioza, leptospiroza, febra Q.

## Reproducerea
Reproducerea are loc din primăvară până în toamnă în regiunile temperate și tot anul în cele sudice. În România bizamul se împerechează de mai multe ori începând cu luna martie până în octombrie, o femelă putând avea 3-4 nașteri pe an. Femelele care îngrijesc de pui și alăptează, devin din nou apte de împerechere.
Gestația este relativ scurtă și durează 21-30 zile, după care femelele nasc 2-14 pui (de obicei 5-7 pui). În condiții favorabile de trai, o familie poate da într-un an 30-50 pui, din care prima generație poate procrea în același an, maturitatea sexuală fiind atinsă la 4 luni. Grație acestei prolificități deosebite se explică și rapiditatea cu care a luat în stăpânire o bună parte din continentul european.
Puii sunt mici, golași, alburii și cu pleoapele lipite în primele 11 zile, însă se dezvoltă rapid și părăsesc cotlonul la 18 zile. Alăptarea durează 30 de zile (patru săptămâni).
Maturitatea sexuală este atinsă la vârsta de 4-5 luni, astfel că puii rezultați din împerecherile din primăvară pot avea, la rândul lor alți pui, chiar în aceeași perioadă de reproducere.

## Importanța
Poate produce pagube prin galeriile pe care le construiește în diguri și taluzuri și prin deteriorarea uneltelor de pescuit. Este capturat pentru blană, fiind considerat specie de vânat.